# Harold Lasswell
Harold Dwight Lasswell (ur. 13 lutego 1902 w Donnellson, zm. 18 grudnia 1978 w Nowym Jorku) – amerykański komunikolog i socjolog mediów. Ukończył nauki polityczne na Uniwersytecie Yale. Członek szkoły chicagowskiej. Przedstawiciel paradygmatu behawioralnego w komunikologii, który ujmuje relacje łączące społeczeństwo i media w ramach modelu bodziec–reakcja.

## Biogram
Ojciec Linden był pastorem prezbiteriańskim, zaś matka Anna nauczycielką. Starszy brat Harolda zmarł, gdy ten był dzieckiem. Do szkoły średniej uczęszczał do 1918 w Decatur. Już na tym etapie edukacji zapoznał się z dziełami Karola Marksa. Poznał też osobiście Johna Deweya. Miał również dostęp do prac Zygmunta Freuda.
Studiował na Uniwersytecie Chicago, kończąc ekonomię. Studia doktoranckie realizował z zakresu nauk o polityce. W ich trakcie odwiedzał Europę i ośrodki naukowe w Londynie, Paryżu, Berlinie i Genewie. Pod wpływem spotkań z pracownikami wydziału języka angielskiego w Chicago, którzy uczestniczyli w pracach związanych z łamaniem szyfrów i kodowaniem informacji, napisał doktorat o komunikacji i propagandzie. Rozprawę obronił w 1926, a rok później została opublikowana.
Od 1927 był wykładowcą na wydziale nauk politycznych uniwersytetu w Chicago. W tym też czasie zainteresował się bliżej psychoanalizą. Związana z tym jego aktywność naukowa spotkała się z chłodnym przyjęciem ze strony środowiska akademickiego. Natomiast w dziedzinie nauk politycznych odnosił sukcesy, publikując w latach 30. XX w. szereg istotnych prac. W związku z negatywnym nastawieniem prezydenta uczelni wobec nauk politycznych i nieotrzymaniem stanowiska profesora, Lasswell odszedł z uczelni w 1938.
Przeniósł się do Waszyngtonu. Prowadził wykłady na wydziale prawa Uniwersytetu Yale (1938-1944) oraz w nowojorskiej New School for Social Research (1939-1944). W tym czasie stał na czele Biura Informacji Wojennej (1940-1943), kierując „Projektem badań nad procesami komunikacji w okresie wojny”.
W 1946 został powołany na stanowisko profesora prawa w Yale, gdzie pracował do emerytury w 1970. W 1956 objął prestiżowe stanowisko prezydenta Amerykańskiego Stowarzyszenia Nauk Politycznych. W 1967 otrzymał honorowy doktorat Uniwersytetu Chicago. Jako emeryt nie zaprzestał aktywności akademickiej. Zmarł dokładnie rok po przebytym udarze mózgu. Nie założył rodziny.

## Formuła Lasswella
U podstaw naukowej refleksji nad komunikowaniem masowym odnaleźć można słynne stwierdzenie H. Laswella, że badanie tego procesu zawiera się w odpowiedzi na pytanie: Kto mówi, co, do kogo, jakim kanałem i z jakim skutkiem?

## Społeczne funkcje mediów
Funkcje przypisywane przez Lasswella komunikacji masowej w społeczeństwie to:
- nadzorowanie społeczeństwa
- korelowanie reakcji grup w ramach społeczeństwa na jego otoczenie
- transmisja dziedzictwa kulturowego[4].

## Teoria propagandy
W 1927 Lasswell wydał książkę pod tytułem Propaganda Techniques in the World War, w której starał się wyjaśnić wpływ propagandy oraz techniki propagandowe stosowane przez rząd. W swojej koncepcji propagandy poza odwołaniami do behawioryzmu, nawiązywał także do freudyzmu. W jego ocenie efektywność działań propagandowych zawartych w medialnych komunikatach nie wynikała z ich zawartości czy szczególnej atrakcyjności, ale ze słabości społeczeństwa, które nękane nasilającym się kryzysem ekonomicznym i politycznym wykazywało zwiększoną podatność na tego typu działania. W ujęciu Lasswella społeczeństwo hitlerowskich Niemiec stanowiło dobitny przykład tego, jak cały naród może zostać zmanipulowany zręczną propagandą.
Proponowanym przez badacza rozwiązaniem niekorzystnych zjawisk społecznych powstałych w wyniku oddziaływania propagandy była naukowa refleksja nad tą formą komunikowania. Lasswell postulował oddanie kontroli nad przekazami propagandowymi profesjonalnie przygotowanej do pełnienia tej roli grupie specjalistów – technokracji naukowej (scientific technocracy). W ten sposób narastające w społeczeństwie niepokoje i konflikty byłyby kanalizowane i łagodzone na drodze naukowej. Zwykli ludzie jako osoby niezdolne do uczestnictwa w racjonalnej debacie publicznej, a przy tym nieprzystosowane do nagłego przyjęcia radykalnie odmiennych poglądów i zachowań, zgodnie z założeniami Lasswella, zostaliby poddani długofalowemu procesowi przyswajania nowych idei społecznych i politycznych. Wysiłki naukowej technokracji miały doprowadzić do wykształcenia się symboli głównych lub zbiorowych (collective/master symbols) – kojarzonych z silnymi emocjami, które mogły zostać wykorzystane do pożądanej formy masowego działania.
Koncepcja „racjonalnej propagandy” Lasswella odbiła się szerokim echem wśród uczestników życia publicznego USA w latach 30. i 40. XX wieku. Wpływ tej koncepcji widoczny był w działaniu takich amerykańskich instytucji jak: Głos Ameryki (Voice of America), Biuro Międzynarodowej Wymiany Informacji i Edukacji (Office of International Education and Information Exchange) oraz Departamentu Stanu Stanów Zjednoczonych.

## Krytyka teorii propagandy
Mimo że część amerykańskich elit podzielała obawy Lasswella co do zdecydowanie negatywnego wpływu propagandy na ład polityczny i społeczny i popierała proponowane przez badacza rozwiązania, to nie brakowało także krytycznych głosów, co do skuteczności i adekwatności proponowanych środków zaradczych. Autorem jednej z najostrzejszych krytyk był Floyd Matson, który twierdził, że wnioski wyciągane przez Lasswella z analizy funkcjonowania mediów prowadzą do konstatacji, że najważniejsze umiejętności, jakimi winna się legitymować elita społeczna i polityczna to sprawne posługiwanie się techniką propagandy oraz zdolność do tworzenia mitów.

## Igła podskórna
Harold Lasswel jest pomysłodawcą i twórcą wyrażenia „igła podskórna”, którym określa wpływ, jakiemu poddaje się publiczność bierną, publiczność komunikacji masowej, stworzony, aby wydzielić pole badań, które należy przeprowadzić na mediach zwanych masowymi. Wpływ komunikatu sensorycznego, jakiemu poddaje się publikę masową przejawia się poprzez np. przekaz podprogowy, manipulację lub propagandę. Moc tego zjawiska podczas pierwszej wojny światowej wykorzystywały rządy krajów z Europy.

## Literatura
- Leszek Porębski, Między przemocą a godnością: teoria polityczna Harolda D. Lasswella, Wydawnictwo Księgarnia Akademicka, Kraków 2007, ISBN 978-83-7188-981-3
- Rodney Muth, Mary M. Finley, Marcia F. Muth, Harold D. Lasswell: An Annotated Bibliography, Springer, 1990, ISBN 0-7923-0018-1
- Barbara Hirschfelder-Ascher, Revitalizing Political Psychology: The Legacy of Harold D. Lasswell, Routledge, 2005, ISBN 0-8058-5206-9

## Twórczość
- Harold D. Lasswel, Abraham Kaplan, Power and society : a framework for political inquiry, New Haven,CT; Yale University Press, London 1982, ISBN 0-300-00675-6
- Harold D. Lasswell, World politics and personal insecurity, New York : The Free Press; London : Collier Macmillan 1965
- Harold D. Lasswell, Arnold A. Rogow, Politics, Personality, and Social Science in the Twentieth Century: Essays in Honor of Harold D. Lasswell, University of Chicago Press, Chicago 1969, ISBN 0-226-72399-2
- Harold D. Lasswell, Psychopathology and Politics, University of Chicago Press, Chicago 1986, ISBN 0-226-46919-0
- Harold D. Lasswell, Nathan Constantin Leites, Nathan Leites, Raymond Fadner, Language of Politics: Studies in Quantitative Semantics, M.I.T. Press, 1968, ISBN 978-0-262-62009-3
- Harold D. Lasswell, Propaganda Techniques in the World War, New York, 1938, ISBN 978-1-61427-506-0
- Harold D. Lasswell, The Analysis of Political Behaviour: An Empirical Approach, Oxford University Press, 1947, ISBN 0-415-17537-2